# مطار تاينان
مطار تاينان (إياتا: TNN، إيكاو: RCNN) هو مطار يقع في مدينة تاينان في تايوان.

## شركات الطيران والوجهات
| شركـات طيـران | الوجهات                   |
| ------------- | ------------------------- |
| بامبو إيرويز  | عارض: مطار نوي باي الدولي |
| Uni Air       | مطار كينمن، مطار ماغونغ   |
| خطوط فيت جيت  | مطار تان سون نهات الدولي  |